# 玛莱县
玛莱县，一译马莱县，是柬埔寨班迭棉吉省下辖的一个县。
据1998年人口普查，此县共有42,284人。
在柬越战争期间，其境内的马莱山曾是红色高棉民主柬埔寨国民军的重要根据地。